# 8787 Ignatenko
A 8787 Ignatenko (ideiglenes jelöléssel 1978 TL4) a Naprendszer kisbolygóövében található aszteroida. Tamara Mihajlovna Szmirnova fedezte fel 1978. október 4-én.